# Jes Hannington
Jes Hannington (31 de agosto de 1949) é um actor dos Estados Unidos da América.